# Soap (canción)
«Soap» — literalmente en español: «Jabón»— es una canción de la cantante y compositora estadounidense Melanie Martinez, que aparece en su álbum de estudio debut, Cry Baby. La canción fue lanzada el 10 de julio de 2015, junto con un video musical el mismo día. Fue lanzado como el primer sencillo de su álbum Cry Baby, y se fijó para impactar a los canales de radio alternativos según Warner Music. La canción también apareció en la película   Nerve  con Emma Roberts y Dave Franco.

## Antecedentes y composición
«Soap» se estrenó exclusivamente en el sitio web de ELLE el 10 de julio de 2015. El género de la canción es electropop, indie pop, dream pop y bubblegum pop fue lanzado como el segundo sencillo del álbum debut de Melanie, Cry Baby.
En la entrevista con ELLE, Melanie describió la canción: "Soap se escribió sobre mi novio actual cuando estábamos hablando por primera vez, me sentí demasiado asustada para decir cómo me sentía por él y pensé que si le decía que sería como tirar una tostadora en su baño. Así que me lavé la boca con jabón. Creo que cualquiera puede realmente relacionarse con esta canción. Estoy seguro de que hubo un momento en la vida de todos en el que se sentían demasiado asustados para decir cómo se sentían, así que "Se lavaron la boca con jabón". Ella continuó: "Todos pueden ser vulnerables. Creo que mujeres, hombres, perros, gatos, hormigas y alienígenas pueden expresarse y ser vulnerables".

## Video musical
El video musical de «Soap» fue lanzado el 10 de julio de 2015, el mismo día que el audio de la canción fue lanzado. El video fue dirigido por algunos de los amigos de la cantante en la bañera de su cuarto de hotel.
La canción y el video fueron revisados por Toronto Paradise, quienes dieron una larga y elogiosa crítica positiva que decía: "A diferencia de algunos artistas que pueden parecer falsos, y también esforzarse por seguir las tendencias inconformistas de los videos de estilo" económico". y pistas estilo "Bedroom Demo", no hay muchos que lo entiendan al final. ¡Aquellos que sí ganarán con fuerza a largo plazo! Melanie Martinez es absolutamente intrigante por su apariencia lírica y sus interpretaciones casi teatrales. aman a su propia mente conflictiva y su interpretación de los problemas cotidianos. Se puede relacionar, habla desde un lugar real y habla a la generación actual de fanáticos de la música. ¡Incluso la revista Elle no se cansa de ella! Las voces de Melanie en Soap muestran su aliento y tono intergaláctico espacial, que se asemeja a un Ellie Goulding y Lights más oscuro, mientras que la producción sigue siendo compleja con sus melodías hermosas y turbias".
Otro video musical de «Soap» se lanzó el 18 de noviembre de 2015 como un video musical de doble función con su canción "Training Wheels" y, a mediados de 2017, el video promocional «Soap» de Melanie dejó de estar incluido en la lista de videos oficiales y solo se puede acceder a él desde el enlace original.

## Lista de canciones
| Sencillo |        |          |  |
| N.º      | Título | Duración |  |
| 1.       | «Soap» | 3:29     |  |

| Soap Remixes - EP |                             |          |  |
| N.º               | Título                      | Duración |  |
| 1.                | «Soap (Steve James Remix)»  | 3:59     |  |
| 2.                | «Soap (Gladiator Remix)»    | 3:07     |  |
| 3.                | «Soap (Stooki Sound Remix)» | 4:42     |  |
| 4.                | «Soap (Luxxury Remix)»      | 6:38     |  |
| 5.                | «Soap (Sailors Remix)»      | 3:41     |  |
| 6.                | «Soap (Jerome Price Remix)» | 4:48     |  |

## Personal
Producción
- Mixing – Mitch McCarthy
- Mastering – Chris Gehringer

## Posicionamiento en listas
| Chart (2015)                          | Peak position |
| ------------------------------------- | ------------- |
| Alternative Digital Songs (Billboard) | 12            |
| Pop Digital Songs (Billboard)         | 16            |
| Twitter Top Tracks (Billboard)        | 26            |
| Holiday 100 (Billboard)               | 86            |

## Certificaciones
| País                  | Certificación | Ventas |
| --------------------- | ------------- | ------ |
| Canadá (Music Canada) | Oro           | 40,000 |
| Estados Unidos        | Oro           |        |

## Estrenos
| Región         | Fecha               | Formato          | Discográfica | Ref.   |
| -------------- | ------------------- | ---------------- | ------------ | ------ |
| Estados Unidos | 10 de julio de 2015 | Digital download | Atlantic     | [ 15 ] |
| Reino Unido    | 10 de julio de 2015 | Digital download | Atlantic     | [ 16 ] |
| Australia      | 10 de julio de 2015 | Digital download | Atlantic     | [ 17 ] |
| Japón          | 10 de julio de 2015 | Digital download | Atlantic     | [ 18 ] |